# مارسلینو اگریلزابالا
مارسلینو اگریلزابالا (انگلیسی: Marcelino Agirrezabala; ۲۹ مارس ۱۹۰۲ – ۳۱ مهٔ ۱۹۷۵) بازیکن فوتبال اهل اسپانیا بود.
از باشگاه‌هایی که در آن بازی کرده‌است می‌توان به باشگاه فوتبال اتلتیک بیلبائو اشاره کرد.
او همچنین در تیم ملی فوتبال اسپانیا بازی کرده‌است.